# 上海市元培学校
31°15′13″N 121°33′40″E / 31.253744°N 121.561090°E
上海市元培学校，其前身為上海市栖山中学，是由上海音乐学院承辦的一所公立轉制的寄宿學校，學制採九年一貫制，以音樂教學為招生特色。於2002年創建，校舍座落於浦东新区陸家嘴地區。學校取名「元培」，是為紀念上海音樂學院創辦人蔡元培先生。2006年，申辦並改名為上海民办圣英学校 。2007年，終止辦學 。

## 概要
1997年，上海市栖山中学創辦。2001年，上海音樂學院與上海市浦東新區政府計畫在栖山中学的基礎上，籌辦一所從小學到初中的九年一貫制音樂特色學校。2002年9月11日，舉行揭牌儀式暨蔡元培先生銅像落成儀式。

## 課程
※以下為開辦初期的音樂課程安排 ：

### 小學
| 課程科目       | 時數    |
| -------------- | ------- |
| 音樂感知與鑒賞 | 2       |
| 音樂聽辨與模仿 | 2       |
| 綜合音樂課     | 1       |
| 合唱與合奏     | 2       |
| 專業技能課     | 1       |
| 數碼鋼琴課     | 1（選） |

### 初中
| 課程科目       | 時數    |
| -------------- | ------- |
| 音樂感知與鑒賞 | 1       |
| 音樂聽辨與模仿 | 1       |
| 綜合音樂課     | 1       |
| 合唱與合奏     | 2       |
| 專業技能課     | 1       |
| 數碼鋼琴課     | 1（選） |

- 對非鋼琴科目學生，還需要必修一門「數碼鋼琴課」。
- 初中因面臨升學壓力，故音樂課程的時數稍有縮減。

## 外部連結
- 上海圣英学校官網（頁庫存檔）